# Papineau (stacja metra)
Papineau – stacja metra w Montrealu, położona na linii zielonej. Nazwana ku czci lidera frankofońskiego ruchu nacjonalistycznego z XIX w. - Louis-Joseph Papineau. Obsługiwana przez Société de transport de Montréal (STM). Znajduje się w części miasta zwanej Gay Village, w dzielnicy Ville-Marie.